# Wercklea lutea
Wercklea lutea là một loài thực vật có hoa trong họ Cẩm quỳ. Loài này được Rolfe miêu tả khoa học đầu tiên năm 1921.